# Proiettili d'argento (per un cuore di lupo)
Proiettili d'argento (per un cuore di lupo) è l'ottavo album del cantautore italiano Renzo Zenobi, pubblicato nel 1995.

## Descrizione
Testi e musiche di Renzo Zenobi, registrato e arrangiato da Alessandro Simonetto, è stato pubblicato dall'etichetta discografica ThM.

## Tracce
(CD, ThM, THM 481205 2)
Testi e musiche di Renzo Zenobi.
1. E noi piccoli piccoli – 4:06
2. Cielo di diamanti – 3:32
3. Per spiegarti il mio cuore – 3:50
4. Un raggio di sole – 4:15
5. Che bello – 3:27
6. Questi tristi lunedi – 4:21
7. Tu come la Luna – 4:06
8. Nemico di me stesso – 4:52
9. Gli sposetti di campagna – 3:52

Durata totale: 36:21

## Formazione
- Renzo Zenobi - voce, chitarra
- Fernanda Altavilla - cori
- Giuseppe Natale - cori

## Edizioni
- 1995 – MC, ThM 481205 4, Italia